# Championnat du monde d'échecs amateur
Le Championnat du Monde d'Echecs Amateur est un tournoi organisé par la FIDE. L'instance mondiale avait l'intention de promouvoir le jeu d'échecs amateur en organisant des tournois en lien avec les Jeux Olympiques, mais seulement deux championnat ont eu lieu.

## Histoire
Le premier Championnat du monde d'échecs amateur a eu lieu l'année de la création de la FIDE, lors des Jeux olympiques d'été de 1924 à Paris. Ceci est considéré comme la première Olympiade d'échecs non officielle et c'est la seule Olympiade qui était une épreuve individuelle. Le 2ème championnat du monde amateur a eu lieu lors des Jeux olympiques d'été de 1928 à La Haye, en conjonction avec la 2e Olympiade d'échecs.
Le jeu d'échecs n'a jamais officiellement intégré les Jeux Olympiques, et comme la communauté des échecs ne fait aucune distinction essentielle entre amateur et professionnel, le championnat a été interrompu après 1928. Cependant, en 1995, la FIDE l'a réorganisé pour célébrer le centenaire du Congrès international d'échecs de Hastings et depuis lors, il a lieu chaque année. La première édition renouvelée, organisée parallèlement au Congrès de Hastings 1995/96, du 28 décembre 1995 au 5 janvier 1996, était réservée aux joueurs non classés par la FIDE. Par la suite, un amateur a été défini comme un joueur ayant un classement FIDE inférieur à 2000 Elo FIDE et n'ayant pas atteint un classement supérieur à 2000 au cours des 2 dernières années. Depuis l'édition de 2016, le championnat est divisé en trois catégories: U2300, U2000 et U1700.
Selon le règlement actuel de la FIDE, le vainqueur reçoit le titre de FIDE Master (FM), tandis que le finaliste et le médaillé de bronze reçoivent le titre de Candidat Master (CM). De la même manière, la championne féminine reçoit le titre de Woman FIDE Master (WFM), les médaillées d'argent et de bronze dans la catégorie féminine reçoivent le titre de Woman Candidate Master (WCM).
Depuis 2012, il existe un autre Championnat du monde d'échecs amateur, organisé par l'Amateur Chess Organization (ACO), qui n'est pas reconnu par la FIDE.

## Vainqueurs
| Année | Dates                     | Ville hôte      | Gagnant(s)                                                                                       | Gagnante(s)                                                                       |
| ----- | ------------------------- | --------------- | ------------------------------------------------------------------------------------------------ | --------------------------------------------------------------------------------- |
| 1924  | 4 May – 27 Jul            | Paris           | Hermanis Matisons                                                                                |                                                                                   |
| 1928  | 17 May – 12 Aug           | Amsterdam       | Max Euwe                                                                                         |                                                                                   |
| 1995  | 28 Dec 1995 – 5 Jan 1996  | Hastings        | Brian Johnson                                                                                    |                                                                                   |
| 1996  | 28 Dec 1996 – 5 Jan 1997  | Hastings        | Olev Schults                                                                                     | Catherine Dewitte                                                                 |
| 1997  | 29 Dec 1997 – 11 Jan 1998 | Hastings        | Viraf Avari                                                                                      | Rosalind Kieran                                                                   |
| 1998  | 29 Dec 1998 – 10 Jan 1999 | Hastings        | Gaguik Oganessian                                                                                | Jessie Gilbert                                                                    |
| 1999  | 29 Dec 1999 – 6 Jan 2000  | Hastings        | Sven Mühlenhaus                                                                                  | Elaine Rutherford                                                                 |
| 2000  | 27 Dec 2000 – 8 Jan 2001  | Pamplona        | Bismarck Nicolás Chaverra Rojas                                                                  | Maria Goni                                                                        |
| 2001  | 6–13 Dec                  | Bento Gonçalves | Flávio Olivência                                                                                 | Amanda Benggawan                                                                  |
| 2002  | 13–19 Dec                 | Bento Gonçalves | Juliano Resende Pereira                                                                          | Thalita Cincinato                                                                 |
| 2003  | 2–13 Jul                  | Tshwane         | Shabier Bhawoodien                                                                               | Daleen Wiid                                                                       |
| 2004  | 30 Jun – 10 Jul           | Cape Town       | Farai Mandizha                                                                                   | Jenine Ellappen                                                                   |
| 2005  | 31 Jul – 12 Aug           | Piešťany        | Cancelled                                                                                        | Cancelled                                                                         |
| 2006  | 23 Nov – 3 Dec            | Tripoli         | Rachid Hifad                                                                                     | Nirmala Chandrasiri                                                               |
| 2007  | 11–18 Aug                 | Predeal         | Alexandru Gabriel Duca                                                                           | Eugenia-Daniela Ghita                                                             |
| 2008  | 28 Apr – 6 May            | Chalkidiki      | Panagiotis Galopoulos                                                                            | Mitali Patil                                                                      |
| 2009, | 27 Apr – 3 May            | Thessaloniki    | Stefan Parlog                                                                                    | Efstathia Andrikopoulou                                                           |
| 2010, | 19–25 Mar                 | Skokie          | Andrew Hubbard                                                                                   | Yun Fan                                                                           |
| 2011, | 1–10 Oct                  | Antalya         | Bilgunn Sumiya                                                                                   | Bayar Anu                                                                         |
| 2012  | 16–22 Apr                 | Chalkidiki      | Haralambos Tsakiris                                                                              | Laura Perez                                                                       |
| 2013, | 21–30 Apr                 | Iași            | Lehel Vrencian                                                                                   | Bayarsaikhan Yanjinlkham                                                          |
| 2014  | 26 Apr – 3 May            | Singapore       | Gijir Munkhbayar                                                                                 | Chitlange Sakshi                                                                  |
| 2015  | 14–21 Apr                 | Chalkidiki      | Mire Deniz Doğan                                                                                 | Paula-Alexandra Gitu                                                              |
| 2016  | 18–28 Apr                 | Chalkidiki      | Zhuban Bigabylov (U2300) Khulan Enkhsaikhan (U2000) Jatin S.N. (U1700)                           | Georgia Grapsa (U2300) Khulan Enkhsaikhan (U2000) Diana Zakharova (U1700)         |
| 2017  | 1–9 Apr                   | Spoleto         | Win Tun (U2300) Maciej Koziej (U2000) Hope Mkhumba (U1700)                                       | Bayarjargal Bayarmaa (U2300) Zainab Saumy (U2000) Vilena Popova (U1700)           |
| 2018  | 22–29 Apr                 | Cagliari        | Arvinder Preet Singh (U2300) Kanan Hajiyev (U2000) Batuhan Sutbas (U1700)                        | Bayarjargal Bayarmaa (U2300) Elisaveta Chetina (U2000) Vilena Popova (U1700)      |
| 2019  | 29 Jun – 7 Jul            | Colima          | Elías Renzo Gutiérrez Medina (U2300) Jesús Amezcua Luría (U2000) Dashtogtokh Amarsaikhan (U1700) | Alexandra Zherebtsova (U2300) Batnasan Khaliun (U2000) Omya Vidyarthi (U1700)     |
| 2020  | 2–12 Apr                  | Heraklion       | Postponed to 2021                                                                                | Postponed to 2021                                                                 |
| 2021  | 16–26 Oct                 | Rhodes          | Dimitrios Ladopoulos (U2300) Mukhtar Ainakul (U1700) Peter Anand (U2000)                         | Alexandra Zherebtsova (U2300) Glenda Madelta (U1700) Marigje Degrande (U2000)     |
| 2022  | 20–30 Oct                 | Mellieħa        | Abdilkhair Abilmansur (U2300) Tuguldur Soninbayar (U1700) Sodbilegt Naranbold (U2000)            | Grigoryan Meri (U2300) Margadgua Erdenebayar (U1700) Baliuniene Margarita (U2000) |
| 2023  | 1-11 Nov                  | Muscat          | Abdilkhair, Abilmansur (U2300) Amarsaikhan, Dashtogtokh (U2000) Inyushkin, Sergei (U1700)        | Bauyrzhan, Arnash (U2300) Badamkhand, Norovsambuu (U2000) Shybi, Binoj (U1700)    |
| 2024  |                           |                 |                                                                                                  |                                                                                   |

## Voir également
- 1ère Olympiade d'échecs non officielle (Paris 1924)
- 2e Olympiade d'échecs (La Haye 1928)